# ایست، ماساپکوا، نیویورک
ایست (به انگلیسی: East Massapequa) یک منطقهٔ مسکونی در ایالات متحده آمریکا است که در شهرستان نساو، نیویورک واقع شده‌است. ایست ۹٫۳ کیلومتر مربع مساحت و ۱۹٬۰۶۹ نفر جمعیت دارد و ۴ متر بالاتر از سطح دریا واقع شده‌است.